# Cerro Corá (Rio Grande do Norte)
Cerro Corá é um município brasileiro do estado do Rio Grande do Norte, com área territorial de 394 km². Distante da capital cerca de 150 km, tem seu acesso, a partir de Natal (Capital), efetuado através das rodovias BR-226 e RN-203. De acordo com o IBGE (Instituto Brasileiro de Geografia e Estatística), no ano 2017 sua população estimada é de em 11 344 habitantes.
Localiza-se à latitude 6°2'45 sul e à longitude 36°20'45 oeste, e sua sede fica a 575 metros de altitude.

## Geografia
O município de Cerro Corá tem uma população estimada em 2017 de 11.344 habitantes , distribuídos em 393,569 km² de área.

### Clima[7]
A temperatura média anual em Cerro Corá é 23.1 °C. A pluviosidade média anual é 592 mm. Quando comparados, o mês mais seco tem uma diferença de precipitação de 152 mm em relação ao mês mais chuvoso.
| Dados climatológicos para Cerro Corá/RN | Dados climatológicos para Cerro Corá/RN | Dados climatológicos para Cerro Corá/RN | Dados climatológicos para Cerro Corá/RN | Dados climatológicos para Cerro Corá/RN | Dados climatológicos para Cerro Corá/RN | Dados climatológicos para Cerro Corá/RN | Dados climatológicos para Cerro Corá/RN | Dados climatológicos para Cerro Corá/RN | Dados climatológicos para Cerro Corá/RN | Dados climatológicos para Cerro Corá/RN | Dados climatológicos para Cerro Corá/RN | Dados climatológicos para Cerro Corá/RN | Dados climatológicos para Cerro Corá/RN |
| Mês                                     | Jan                                     | Fev                                     | Mar                                     | Abr                                     | Mai                                     | Jun                                     | Jul                                     | Ago                                     | Set                                     | Out                                     | Nov                                     | Dez                                     |                                         |
| --------------------------------------- | --------------------------------------- | --------------------------------------- | --------------------------------------- | --------------------------------------- | --------------------------------------- | --------------------------------------- | --------------------------------------- | --------------------------------------- | --------------------------------------- | --------------------------------------- | --------------------------------------- | --------------------------------------- | --------------------------------------- |
| Temperatura máxima média (°C)           | 29,1                                    | 28,7                                    | 28,2                                    | 27,6                                    | 26,6                                    | 25,5                                    | 25,4                                    | 25,9                                    | 27,3                                    | 28,4                                    | 29,0                                    | 29,3                                    |                                         |
| Temperatura média (°C)                  | 24,3                                    | 24,0                                    | 23,8                                    | 23,4                                    | 22,6                                    | 21,7                                    | 21,3                                    | 21,6                                    | 22,6                                    | 23,4                                    | 24,0                                    | 24,3                                    |                                         |
| Temperatura mínima média (°C)           | 19,5                                    | 19,4                                    | 19,4                                    | 19,2                                    | 18,7                                    | 17,9                                    | 17,3                                    | 17,4                                    | 18,0                                    | 18,5                                    | 19,0                                    | 19,3                                    |                                         |
| Precipitação (mm)                       | 36                                      | 70                                      | 138                                     | 155                                     | 75                                      | 48                                      | 35                                      | 12                                      | 5                                       | 3                                       | 3                                       | 12                                      |                                         |
| Fonte: Clima-Data.org                   |                                         |                                         |                                         |                                         |                                         |                                         |                                         |                                         |                                         |                                         |                                         |                                         |                                         |

### Formação vegetal
A vegetação do município de Cerro Corá é predominantemente de caatinga, marcada pela presença de xerófilas, jurema preta, facheiro, mandacaru, xique-xique, pereiros, imburanas e outras plantas regionais.
- Caatinga hiperxerófila - vegetação de caráter mais seco, com abundância de cactáceas e plantas de porte mais baixo e espalhado. Entre outras espécies destacam-se a jurema-preta, mufumbo, faveleiro, marmeleiro, xique-xique e facheiro.
- Floresta subcaducifólia - vegetação que se caracteriza pela queda das folhas das árvores durante o período seco.

### Hidrografia[5]
O município de Cerro Corá possui 80,72% de seu território inserido nos domínios da bacia hidrográfica do Rio Potengi, 7,35% nos domínios da bacia hidrográfica Piranhas-Açu e 11,93% nos domínios da bacia hidrográfica do Rio Cear á-Mirim, sendo banhado pela sub-bacia do Rio Poço dos Cavalos.
- O abastecimento d’água da cidade é feito através da Adutora Cerro Corá. O município conta ainda com o histórico Açude Pinga, com capacidade para 4 milhões de metros  cúbicos d’água.

### Solo e relevo[5]
Situada na Serra de Santana, no Planalto do Borborema, tem relevo bastante acidentado composto por serras e chapadas, apresentando poucas áreas planas. O solo predominante no município é raso e pedregoso, devido a presença, em larga escala, de xistos, biotitas e granadas na sua composição. Trata-se, portanto, de um litossolo.
Solos Litólicos Eutróficos - fertilidade natural alta, textura arenosa e/ou média, fase pedregosa e rochosa, relevo suave ondulado, bem a acentuadamente drenados, rasos.
Latossolo Vermelho Amarelo Distrófico - fertilidade natural baixa, textura m édia, fortemente drenado, relevo plano, muito profundo. Uso: nas áreas onde predominam os solos Litólicos Eutróficos, a agricultura é quase inexistente, cultivando-se apenas algodão arbóreo, milho e feijão, em pequenas áreas. As limitações ao uso agrícola decorrem da falta d’ água, grande susceptibilidade a erosão, além do impedimento ao uso de máquinas agrícolas, face a pedregosidade, rochosidade e pequena profundidade destes solos.

## Atividades econômicas
| Tabela 85 - Perfil da pecuária municipal - 2015                                                        |            |                  |                  |                  |
| Cerro Corá - RN                                                                                        |            |                  |                  |                  |
| Mesorregião: Central Potiguar Microrregião: Serra de Santana                                           |            |                  |                  |                  |
| Especificação                                                                                          | Quantidade | Participação (%) | Participação (%) | Participação (%) |
| Especificação                                                                                          | Quantidade | Estadual         | Mesorregional    | Microrregional   |
| Efetivo dos rebanhos em 31.12.15                                                                       |            |                  |                  |                  |
| Categorias                                                                                             |            |                  |                  |                  |
| Grande Porte (Bovinos / Bubalinos / Equinos)                                                           | 4 292      | 0,4              | 1,5              | 8,1              |
| Médio Porte (Suínos / Caprinos / Ovinos)                                                               | 6 223      | 0,4              | 1,1              | 8,8              |
| Pequeno Porte (Galináceos / Codornas)                                                                  | 17 091     | 0,4              | 3,1              | 11,3             |
| |            |                  |                  |                  |
| Fonte: IBGE, Diretoria de Pesquisas, Coordenação de Agropecuária, Pesquisa da Pecuária Municipal 2015. |            |                  |                  |                  |

### Clima serrano
O clima apresenta-se frio e úmido no inverno e temperado e seco no verão. O período mais frio do ano compreende os meses de junho a agosto, podendo atingir a temperatura mínima de 17 °C durante a noite.

Paisagens Naturais de Cerro Corá
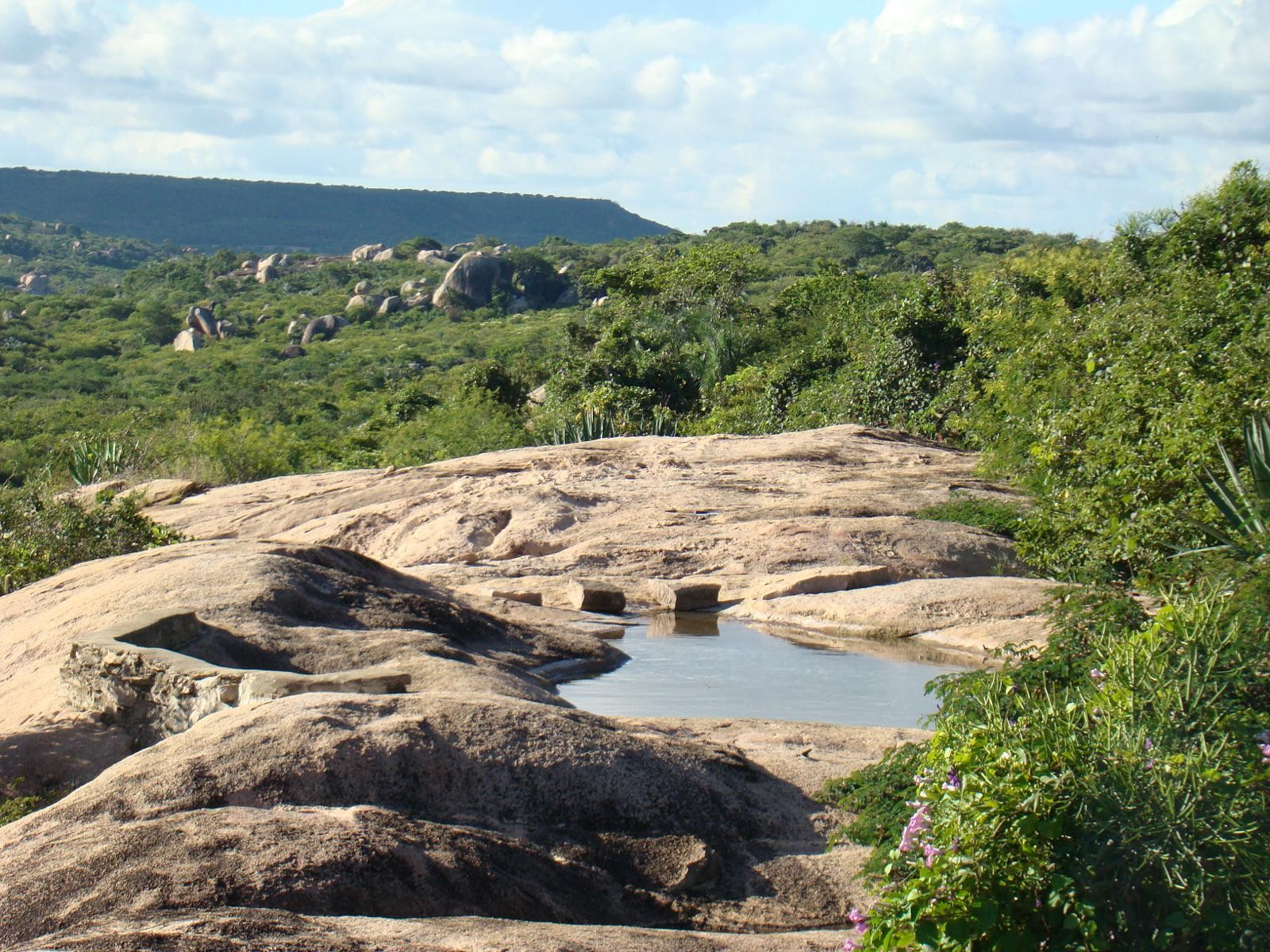
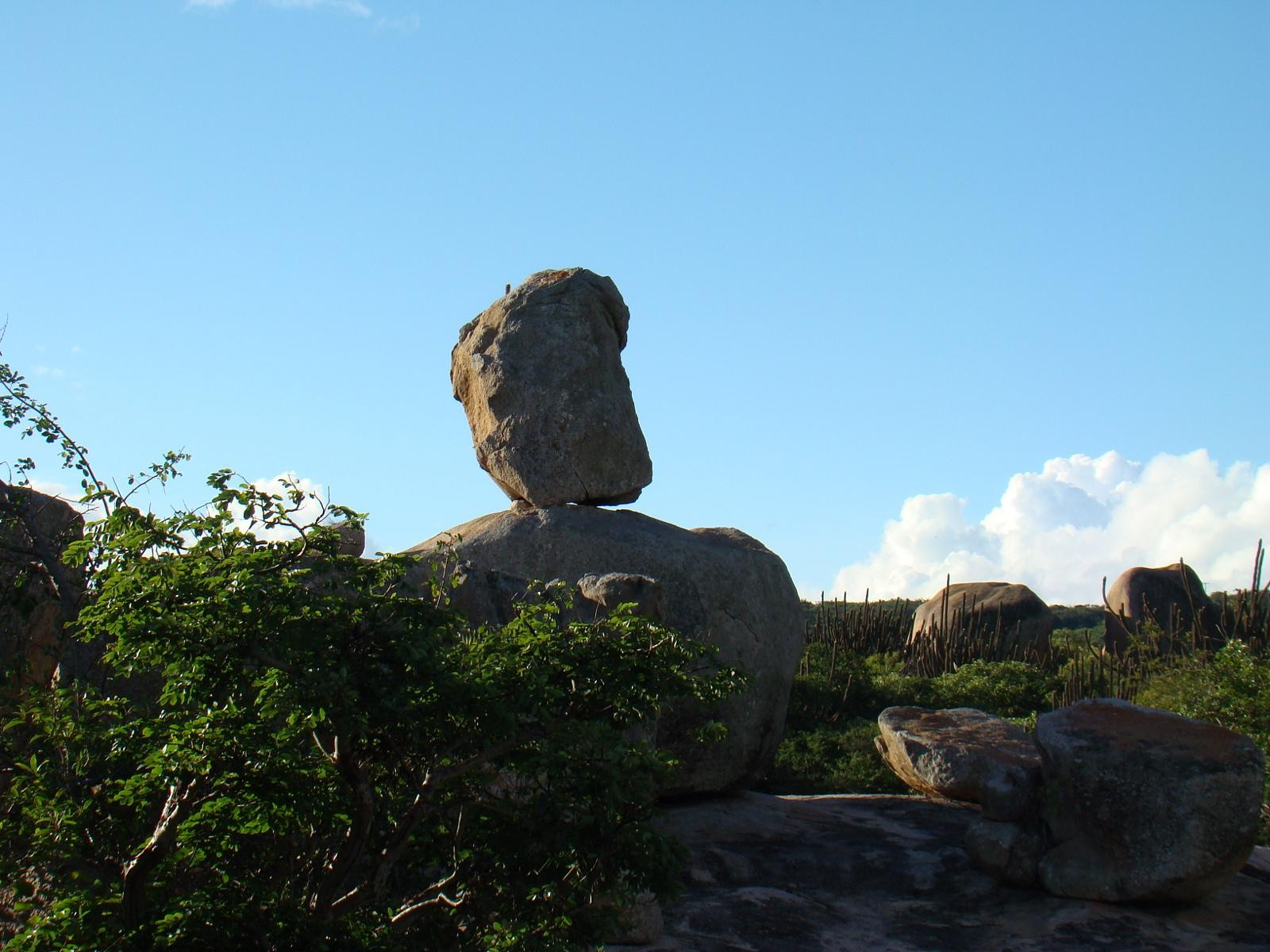
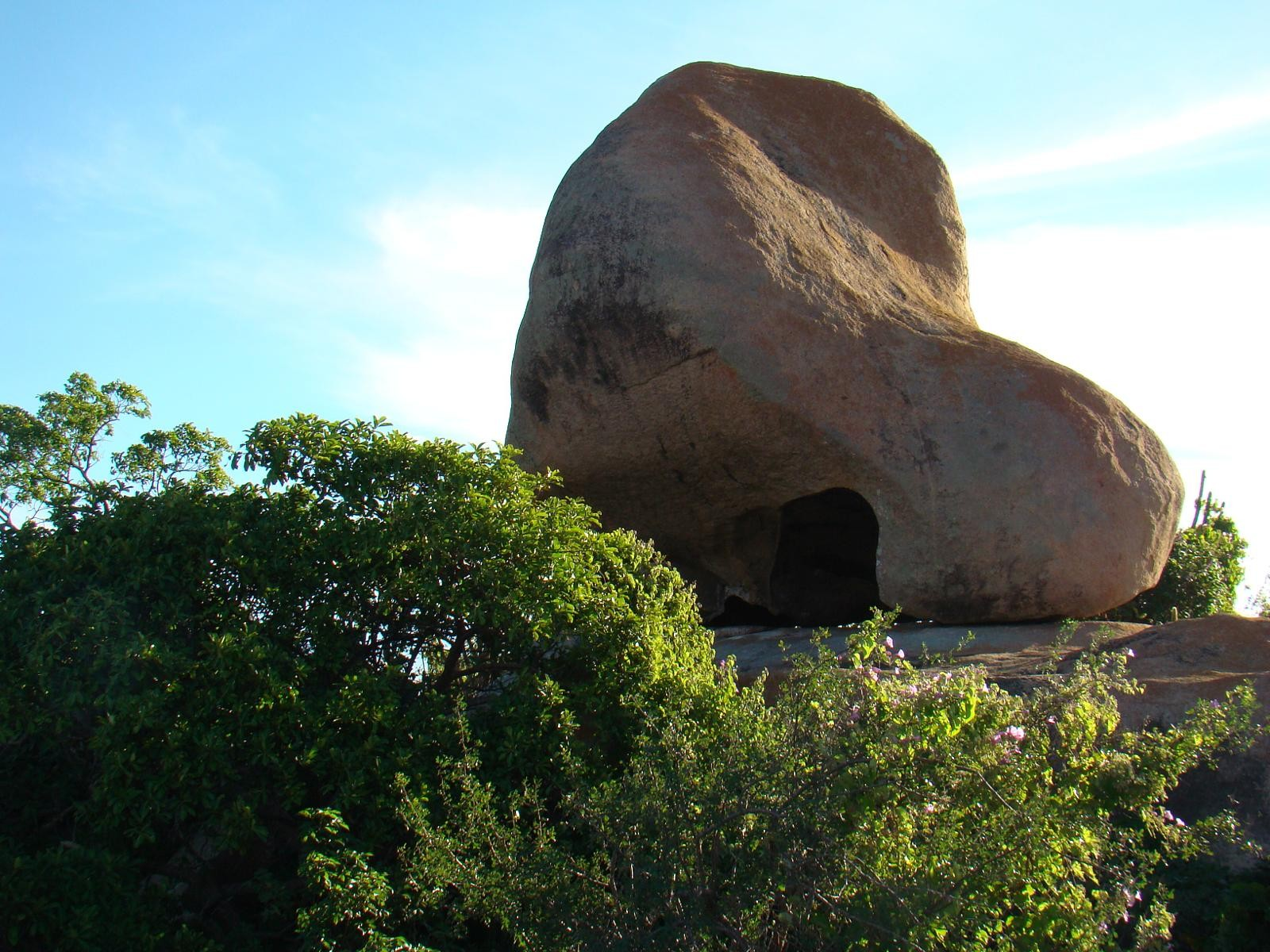
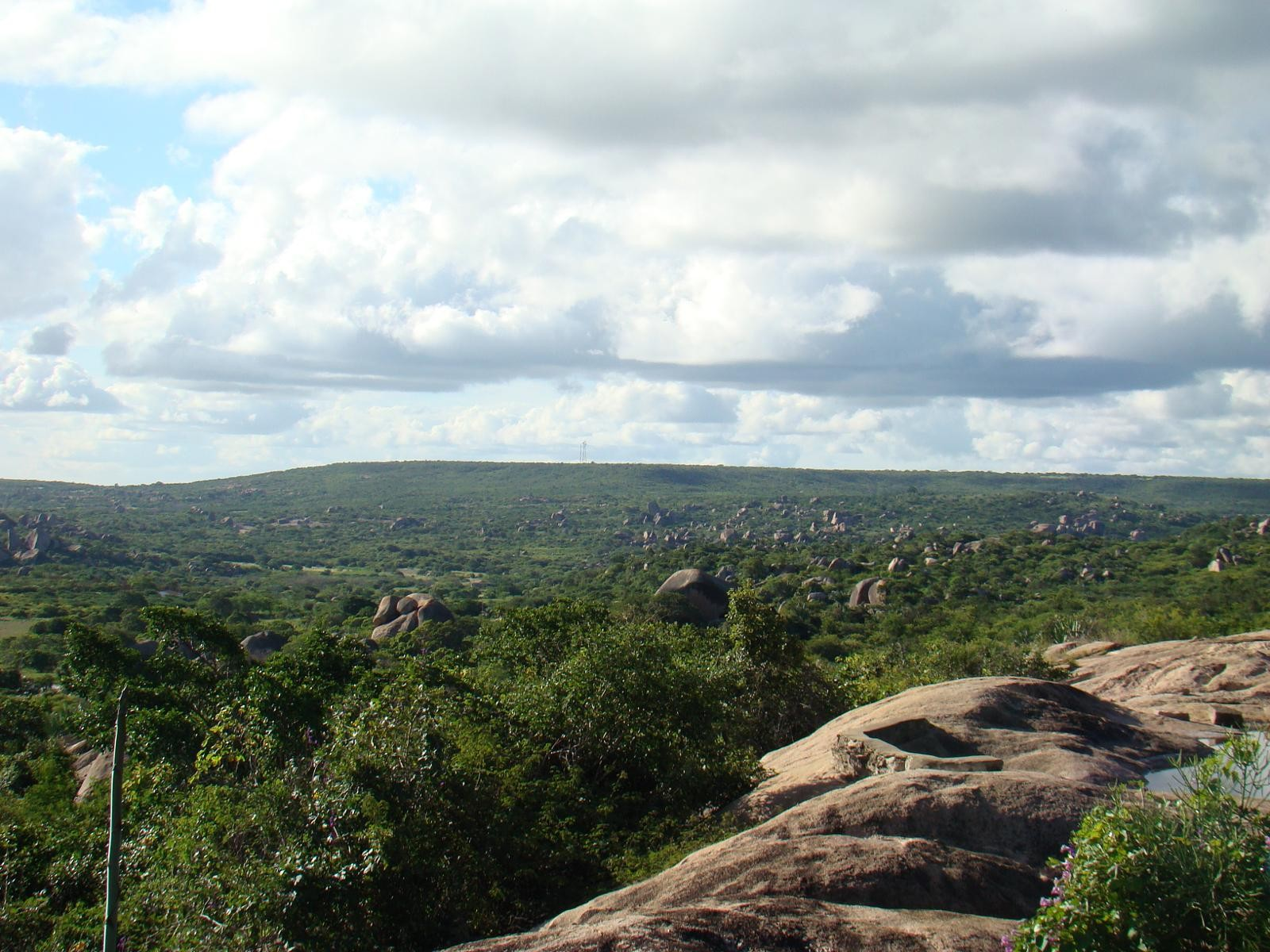

## Pontos turísticos

#### Nascente do rio Potengi
No município de Cerro Corá está localizada a nascente do rio Potengi, o principal curso de água do estado do Rio Grande do Norte. O rio nasce a mais de 500 metros de altitude e viaja 176 quilômetros até chegar a sua foz no município de Natal/RN onde desemboca no oceano Atlântico. Na capital do estado, marca a divisão entre a região norte e o restante da cidade.

### Étimo
O nome Potengi foi dado pelos índios potiguares, apelidados de “comedores de camarão”, que viviam em uma grande aldeia à sua margem esquerda. Em tupi, Poti-gí, rio dos camarões.

Nascente do Rio Potengi (Serra de Santana) - Cerro Corá
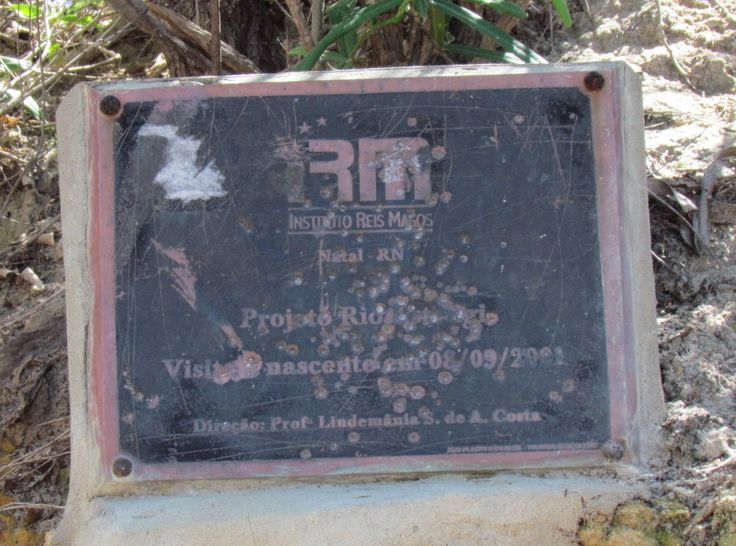
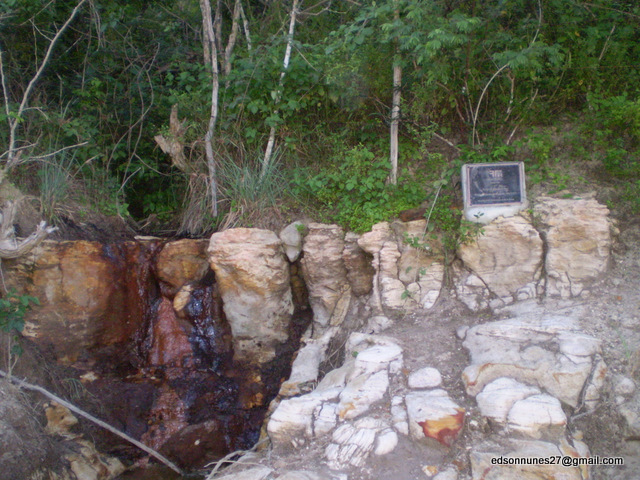